# Łabajowa Góra

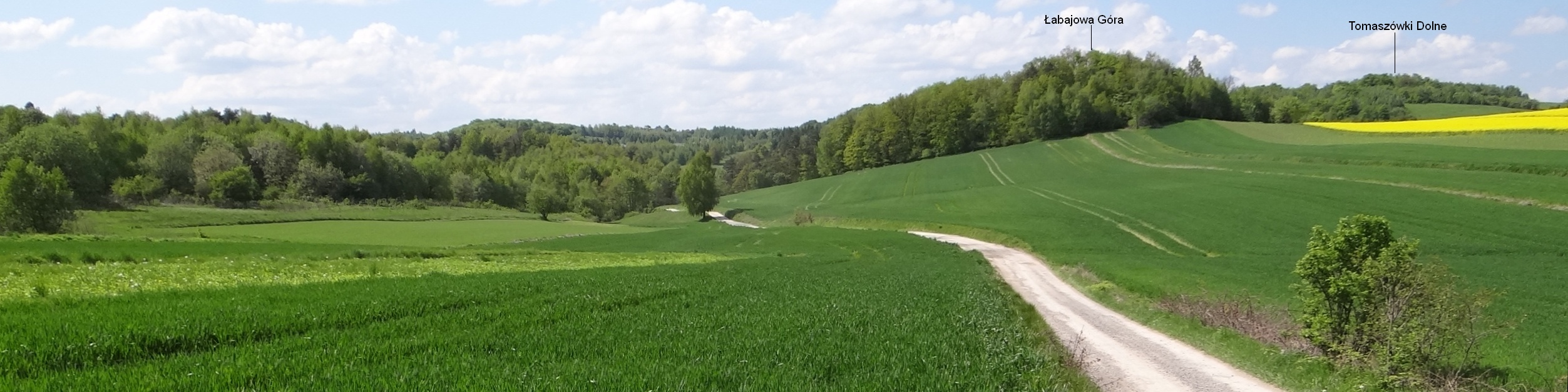
Widok od wschodniej strony na Dolinę Będkowską

Góra Łabajowa (463 m) lub Dupna Góra – niewielkie wzniesienie w lewych zboczach Doliny Będkowskiej na Wyżynie Olkuskiej. Znajduje się w obrębie wsi Bębło w województwie małopolskim, w powiecie krakowskim, w gminie Wielka Wieś.
Łabajowa Góra znajduje się tuż powyżej popularnej wspinaczkowej skały Łabajowa z Jaskinią Łabajową. Od północnego wschodu sąsiaduje z Tomaszówkami Dolnymi. Jest całkowicie porośnięta lasem. Znajdują się na niej 3 wapienne skały:
- u zachodnich podnóży, tuż nad niewielkim placem parkingowym przy Łabajowej Skale, znajduje się niewielka wspinaczkowa skałka wapienna zwana Stumilowym Krasem[3],
- 125 m na wschód od niej, pod szczytem, znajduje się skała Dupna,
- grupa wapiennych skał Place znajduje się także na północnych stokach[1].

W skałach Łabajowej Góry są 3 obiekty jaskiniowe: Jaskinia w Dupnej Górze, Jaskinia powyżej Łabajowej, Korytarzyk w Dupnej Górze